# Eupithecia lutosaria
Eupithecia lutosaria är en fjärilsart som beskrevs av Bohatsch 1893. Eupithecia lutosaria ingår i släktet Eupithecia och familjen mätare. Inga underarter finns listade i Catalogue of Life.